# Cornwall Island (Südliche Shetlandinseln)
Cornwall Island ist eine 800 m lange Insel im Archipel der Südlichen Shetlandinseln. Sie liegt auf halbem Weg zwischen Heywood Island und dem westlichen Ausläufer von Robert Island.
Der britische Robben Robbenjäger Robert Fildes (1793–1827) beschreibt die Insel bei seiner von 1820 bis 1822 dauernden Fahrt in die Antarktis, gibt ihr jedoch keinen Namen. Teilnehmer der britischen Discovery Investigations sichteten sie bei Vermessungsarbeiten zwischen 1934 und 1935 aus der Ferne, hielten sie irrtümlich für eine Landspitze und gaben ihr den Namen Cornwall Point. Luftaufnahmen belegen jedoch, dass es sich in Wirklichkeit um eine Insel handelt.